# 克查赫-毛滕
克查赫-毛滕是奥地利克恩顿州黑马戈尔县的一个市镇。总面积154.48平方公里，总人口3539人，人口密度22.9人/平方公里（31.12.2005年）。